# 守本亨
守本 亨（もりもと とおる）は日本のCMディレクター、演出家。ROBOTクリエイティブ担当バイスプレジデント。多摩美術大学卒業。

## 主な作品

### TVCM
- 「Do you have HONDA?」：本田技研工業
- 「1/HITACHI」：日立製作所
- 「クリアアサヒ」：アサヒビール
- 「麒麟淡麗＜生＞」：キリンビール
- 「カンパイ！ラガー」：キリンビール
- 「やさいしぼり」：KAGOME